# Софијин избор
 Софијин избор (енгл. Sophie's Choice) је филмска драма из 1982. о Софији, имигранткињи из Пољске и њеном љубавнику, који са младим писцем деле кућу у Бруклину. Временом се откривају Софијине мрачне тајне.
Главне улоге у филму тумаче Мерил Стрип, Кевин Клајн и Питер Макникол. Режисер филма је Алан Џ. Пакула који је потписао и сценарио базиран на истоименом роману Вилијама Стајрона.
Сматра се да је Мерил Стрип као Софија остварила најбољу улогу у каријери и за њу је била награђена Оскаром за најбољу женску улогу.

## Радња филма
Филм је прича о Пољакињи која је преживела холокауст и чија веза са преким научником и њиховим новим познаником, јужњачким писцем, открива шокантне детаље о њеној прошлости.
Очаравајућа улога дивне Софи, разведрава ову моћну драму. Година је 1947. и амбициозни писац, Стинго, стиже у Бруклин да отпочне каријеру као писац. Он изнајмљује стан у приземљу, а његове комшије изнад су турбулентан пар: Софи Завитовски и Нејтан Ландау. Софи је пољска католикиња која је преживела концентрациони логор. Нејтан је Јеврејин који је спасао Софи од блиске смрти након њеног ослобађања из Аушвица и сада је опседнут холокаустом. Софи прогоне духови; Нејтана уходе демони. Софин отац је био један од најистакнутијих антисемита на пољској академији, а Софина трагична интеракција са нацистима присилила је да бира које од њено двоје деце ће бити погубљено.Она је добра мајка, која је ипак на неки начин убила властито дијете, али је уједно и књижевни конструкт, који одражава менталитет времена које аутор описује у књизи а режисер пренео на велико платно. Нејтан има проблем са алкохолом и биполарним променама расположења који понекад доводе до преког и насилног понашања. Стинго заврши у клопци између њих двоје, гајећи симпатије према Нејтану и волећи Софи.

## Улоге
| Глумац           | Улога                     |
| ---------------- | ------------------------- |
| Мерил Стрип      | Софија „Софи“ Завистовска |
| Кевин Клајн      | Нејтан Ландау             |
| Питер Макникол   | Стинго                    |
| Рита Карин       | Јета Цимерман             |
| Стивен Д. Њумен  | Лари Ландау               |
| Џош Мостел       | Морис Финк                |
| Марсел Розенблат | Астрид Вајнстин           |
| Робин Бартлет    | Лилијан Гросман           |
| Дејвид Вол       | учитељ енглеског          |
| Ивица Пајер      | (као Иво Пајер)           |
| Вида Јерман      |                           |